# Jasper Broekmeulen
Jasper Broekmeulen ('s-Hertogenbosch, 27 mei 1987) is een Nederlandse schaker. 
In 2008 werd hij FIDE Meester (FM), in 2016 Internationaal Meester (IM). 

## Carrière
In 2003 werd Jasper Broekmeulen in Schagen Nederlands kampioen jeugdschaken in de categorie t/m 16 jaar, met een score van 7 pt. uit 9. 
In 2005 speelde hij mee aan het Deloitte NK Jeugdschaken 2005, dat met 7 punten gewonnen werd door Joost Michielsen. Broekmeulen werd met 6 uit 9 gedeeld tweede. Later dat jaar, in september 2005, tijdens het EK t/m 18 jaar, werd hij met 5,5 uit 9 gedeeld tiende.
Op het NK Rapid in Eindhoven won hij in 2004, 2005, 2006 en 2007 de titel in zijn leeftijdscategorie. 
Broekmeulen schaakt voor de vereniging HMC Calder (HMC Den Bosch). In 2012, 2013 en 2015 won hij met HMC Calder het NK Schaakvoetbal in Utrecht. 